# Red Bank, New Jersey
Red Bank este un borough în Monmouth County, New Jersey, SUA încorporate în anul 1908. Conform recensământului din Statele Unite din anul 2000, borough a avut o populație de 11844 oameni.
Red Bank a fost format inițial ca oraș pe 17 martie 1870, din porțiuni din Shrewsbury Township. Pe 14 februarie 1879, cheiul a devenit Shrewsbury Red City, componentă a Shrewsbury Township, dar acest lucru a durat doar până la 15 mai 1879, atunci când Red Bank și-a recâștigat independența. Pe 10 martie 1908, Red Bank s-a constituit în borough printr-un act al legislativului din New Jersey, SUA și independent de Shrewsbury Township.
Pe lângă Asbury Park și Long Branch orașul este considerat a fi una dintre cele trei comunități "artistice" din Jersey Shore.